# Aha (gênero)
Aha é um gênero de vespa. Desde 2017, consiste em duas espécies: A. ha e A. evansi, e é endêmico da Austrália. O entomologista americano Arnold S. Menke nomeou e circunscreveu o gênero em 1977 para suas espécies recém-descritas A. ha e A. evansi.

## História taxonômica
Em 1977, o entomologista americano Arnold S. Menke escreveu um artigo circunscrevendo o novo gênero Aha que foi acompanhado por suas descrições de suas duas espécies: A. ha e A. evansi. Howard Ensign Evans e Robert Matthews lhe forneceram espécimes deste novo gênero; eles os coletaram durante expedições na Austrália em 1969-1970 e 1972. Menke designou A. ha como a espécie-tipo do gênero. Menke só teve acesso a espécimes masculinos ao escrever sua descrição do gênero e de ambas as espécies. Ole C. Lomholdt escreveu uma descrição da fêmea A. evansi em 1980.
Quando Menke nomeou Aha, ele o colocou na tribo Miscophini devido aos seus ocelos. Lomholdt argumentou que o gênero deveria estar na tribo Larrini. Desde 2017, Aha é classificado na tribo Miscophini, da subfamília Crabroninae da família Crabronidae.

### Etimologia
A etimologia listada no artigo de Menke de 1977 é que "Aha é uma combinação arbitrária de letras escolhidas por brevidade". Mais tarde, ele declarou que sua primeira reação ao ver um desses novos espécimes foi "Aha, um novo gênero", fazendo uso da interjeição em inglês aha. Devido ao seu nome, apareceu em várias listas e artigos sobre nomes de táxons interessantes ou engraçados. Richard Conniff escreveu um artigo para a revista Science 82 discutindo nomes científicos para táxons; ele o encerrou com um parágrafo sobre o que chamou de "o topper", discutindo o gênero Aha. Em 1993, Aha foi incluído em uma lista escrita por Menke de nomes de táxons de animais que ele considerou "engraçados" ou "curiosos" e em um artigo de May Berenbaum na American Entomologist sobre nomes criativos para táxons de insetos.